# Accent (ядро операционной системы)
Accent - ядро для операционных систем, наиболее примечательное тем, что было предшественником ядра Mach. 
Разработка Accent прямо повлияло на создание Mach, а также современных ОС, включая MacOS и iOS.

## История
Изначально разработанный в Университете Карнеги — Меллона (CMU), на Accent повлияло ядро Aleph (англ.), разработанное в Университете Рочестера. Accent улучшил Aleph, исправив некоторые проблемы, перенацелив аппаратную поддержку на сети рабочих станций. Accent был частью проекта SPICE, который проходил с 1981 по 1985 годы.
В 1979 году один из инженеров Aleph, Ричард Рашид, перешел в CMU и начал работу над новой версией Aleph, которая позволила избежать существующих проблем. В частности, он включил блок управления памятью (сокр. англ. MMU), для копирования больших частей памяти с помощью технологии mapping. Физически копироваться должны были только те данные, которые были изменены той или иной программой, используя алгоритм копирования при записи.
Через несколько лет проект Accent стал выглядеть все менее и менее интересным. В начале 1980-х многие поняли, что будущее увеличение мощности ЭВМ будет достигнуто с помощью увеличения числа процессоров, на что Accent не было рассчитано. Проблема усугублялась тем, что появлялось новое поколение более мощных рабочих станций, а это означало, что Accent, скорее всего, всё равно придётся портировать на них.
Из-за этих проблем было решено закончить работу над Accent и начать всё заново. Новая система будет использовать систему портов Accent на ядре Unix, создав известное ядро Mach.

## Строение
Изначально Aleph для обмена данными между программами использовалось копирование данных. Приложения могли открывать порты, которые позволяли бы им получать данные, отправляемые другими программами. Идея заключалась в создании нескольких серверов, которые управляли бы ресурсами компьютера, передавая данные до тех пор, пока они не дойдут до конечного пользователя. В этом отношении концепция была схожа с Unix, хотя реализация сильно отличалась, используя сообщения вместо памяти. Это привело к ряду проблем, в частности, к тому, что копирование памяти в их Data General Eclipse было очень дорогостоящим.
Accent решал эти проблемы, предлагая эффективную систему управления памятью, а также решались проблемы с безопасностью, связанные с несовершенной системой портов.
Некоторые возможности Accent:
- Возможности портов;
- Блок управления памятью;
- Системы управления файлами и процессами;
- Защищённая система общения между процессами;
- Возможность запуска процессов с различными микрокодированными наборами команд.